# Élections législatives de 1993 dans la Côte-d'Or
Les élections législatives françaises de 1993 se déroulent les 21 et 28 mars 1993. Dans le département de la Côte-d'Or, cinq députés sont à élire dans le cadre de cinq circonscriptions.

## Élus
| Circonscription | Député sortant                 | Parti | Parti    | Député élu ou réélu            | Parti | Parti    |
| --------------- | ------------------------------ | ----- | -------- | ------------------------------ | ----- | -------- |
| 1re             | Robert Poujade                 |       | RPR      | Robert Poujade                 |       | RPR      |
| 2e              | Louis de Froissard de Broissia |       | RPR      | Louis de Froissard de Broissia |       | RPR      |
| 3e              | Roland Carraz                  |       | PS       | Lucien Brenot                  |       | CNIP     |
| 4e              | Gilbert Mathieu                |       | UDF (PR) | François Sauvadet              |       | UDF (PR) |
| 5e              | François Patriat               |       | PS       | Alain Suguenot                 |       | RPR      |

## Positionnement des partis
Les candidats d'alliance RPR-UDF et divers droite se présentent sous la bannière de l'Union pour la France et ceux du Parti socialiste derrière l'Alliance des Français pour le Progrès. Par ailleurs, Les Verts et Génération écologie s'unissent sous l'étiquette Entente des écologistes.

## Résultats

### Résultats à l'échelle du département
| Parti          | Parti                                       | Premier tour | Premier tour | Second tour | Second tour | Sièges |
| Parti          | Parti                                       | Voix         | %            | Voix        | %           | Sièges |
| -------------- | ------------------------------------------- | ------------ | ------------ | ----------- | ----------- | ------ |
|                | Rassemblement pour la République            | 56 568       | 27,85        | 47 940      | 29,27       | 3      |
|                | Union pour la démocratie française          | 19 120       | 9,41         | 26 512      | 16,19       | 1      |
|                | Centre national des indépendants et paysans | 14 070       | 6,93         | 19 313      | 11,79       | 1      |
|                | Divers droite                               | 539          | 0,27         |             |             | 0      |
|                | Union pour la France                        | 90 297       | 44,46        | 93 765      | 57,25       | 5      |
|                |                                             |              |              |             |             |        |
|                | Parti socialiste                            | 38 485       | 18,95        | 54 524      | 33,29       | 0      |
|                | Mouvement des radicaux de gauche            | 6 643        | 3,27         | 15 490      | 9,46        | 0      |
|                | Alliance des Français pour le progrès       | 45 128       | 22,22        | 70 014      | 42,75       | 0      |
|                |                                             |              |              |             |             |        |
|                | Les Verts                                   | 9 776        | 4,81         |             |             | 0      |
|                | Génération écologie                         | 6 051        | 2,98         | 0           |             |        |
|                | Entente des écologistes                     | 15 827       | 7,79         |             |             | 0      |
|                |                                             |              |              |             |             |        |
|                | Front national                              | 25 542       | 12,58        |             |             | 0      |
|                | Parti communiste français                   | 11 196       | 5,51         | 0           |             |        |
|                | Le Trèfle - Les nouveaux écologistes        | 6 754        | 3,33         | 0           |             |        |
|                | Extrême gauche dont LCR, LO et PT           | 4 548        | 2,24         | 0           |             |        |
|                | Divers                                      | 2 277        | 1,12         | 0           |             |        |
|                | Extrême droite                              | 1 522        | 0,75         | 0           |             |        |
|                |                                             |              |              |             |             |        |
| Inscrits       | Inscrits                                    | 319 858      | 100,00       | 258 806     | 100,00      | 5      |
| Abstentions    | Abstentions                                 | 104 419      | 32,65        | 83 210      | 32,15       |        |
| Votants        | Votants                                     | 215 439      | 67,35        | 175 596     | 67,85       |        |
| Blancs et nuls | Blancs et nuls                              | 12 348       | 5,73         | 11 817      | 6,73        |        |
| Exprimés       | Exprimés                                    | 203 091      | 94,27        | 163 779     | 93,27       |        |

### Résultats par circonscription

#### Première circonscription (Dijon-Nord)
|                | Robert Poujade sortant réélu | RPR (UPF)      | 20 201 | 50,72  |  |  |  |
|                | François Rebsamen            | PS (ADFP)      | 7 109  | 17,85  |  |  |  |
|                | Daniel Coussin               | FN             | 4 317  | 10,84  |  |  |  |
|                | Jean-Patrick Masson          | Les Verts (EÉ) | 4 108  | 10,32  |  |  |  |
|                | Claude Pinon                 | PCF            | 1 426  | 3,58   |  |  |  |
|                | Fabienne Freynet             | LT-LNÉ         | 1 141  | 2,87   |  |  |  |
|                | Jean-Pierre Cusey            | LO             | 534    | 1,34   |  |  |  |
|                | Yves Hollinger               | LCR            | 527    | 1,32   |  |  |  |
|                | Guy Berthier                 | PT             | 458    | 1,15   |  |  |  |
|                | Sylvie Larue                 | Divers         | 4      | 0,01   |  |  |  |
|                |                              |                |        |        |  |  |  |
| Inscrits       | Inscrits                     | Inscrits       | 60 922 | 100,00 |  |  |  |
| Abstentions    | Abstentions                  | Abstentions    | 18 757 | 30,79  |  |  |  |
| Votants        | Votants                      | Votants        | 42 165 | 69,21  |  |  |  |
| Blancs et nuls | Blancs et nuls               | Blancs et nuls | 2 340  | 5,55   |  |  |  |
| Exprimés       | Exprimés                     | Exprimés       | 39 825 | 94,45  |  |  |  |

#### Deuxième circonscription (Dijon - Auxonne)
| Candidat       | Candidat                                     | Parti          | Premier tour | Premier tour | Second tour | Second tour |  |
| Candidat       | Candidat                                     | Parti          | Voix         | %            | Voix        | %           |  |
| -------------- | -------------------------------------------- | -------------- | ------------ | ------------ | ----------- | ----------- |  |
|                | Louis de Froissard de Broissia sortant réélu | RPR (UPF)      | 16 742       | 47,19        | 20 955      | 61,41       |  |
|                | Colette Popard                               | PS (ADFP)      | 6 353        | 17,91        | 13 170      | 38,59       |  |
|                | Marc Bergerot                                | FN             | 4 738        | 13,35        |             |             |  |
|                | Jean-Pierre Gillot                           | GÉ (EÉ)        | 3 356        | 9,46         |             |             |  |
|                | Alain Bardot                                 | PCF            | 2 155        | 6,07         |             |             |  |
|                | Paule Peaucelle                              | LT-LNÉ         | 1 277        | 3,6          |             |             |  |
|                | Jacqueline Lambert                           | LO             | 859          | 2,42         |             |             |  |
|                |                                              |                |              |              |             |             |  |
| Inscrits       | Inscrits                                     | Inscrits       | 56 595       | 100,00       | 56 493      | 100,00      |  |
| Abstentions    | Abstentions                                  | Abstentions    | 18 930       | 33,45        | 19 760      | 34,98       |  |
| Votants        | Votants                                      | Votants        | 37 665       | 66,55        | 36 733      | 65,02       |  |
| Blancs et nuls | Blancs et nuls                               | Blancs et nuls | 2 185        | 5,8          | 2 608       | 7,1         |  |
| Exprimés       | Exprimés                                     | Exprimés       | 35 480       | 94,2         | 34 125      | 92,9        |  |

#### Troisième circonscription (Dijon - Chenôve)
| Candidat       | Candidat              | Parti          | Premier tour | Premier tour | Second tour | Second tour |  |
| Candidat       | Candidat              | Parti          | Voix         | %            | Voix        | %           |  |
| -------------- | --------------------- | -------------- | ------------ | ------------ | ----------- | ----------- |  |
|                | Lucien Brenot élu     | CNIP (UPF)     | 14 070       | 37,74        | 19 313      | 50,11       |  |
|                | Roland Carraz sortant | PS (ADFP)      | 11 076       | 29,71        | 19 231      | 49,89       |  |
|                | Charles Cavin         | FN             | 4 821        | 12,93        |             |             |  |
|                | Alexandre Jurado      | Les Verts (EÉ) | 2 884        | 7,74         |             |             |  |
|                | Marcel Yanelli        | PCF            | 1 917        | 5,14         |             |             |  |
|                | Germaine Blanc        | LT-LNÉ         | 1 448        | 3,88         |             |             |  |
|                | Monique Niang         | LO             | 572          | 1,53         |             |             |  |
|                | Alain Bony            | PT             | 495          | 1,33         |             |             |  |
|                |                       |                |              |              |             |             |  |
| Inscrits       | Inscrits              | Inscrits       | 59 971       | 100,00       | 59 970      | 100,00      |  |
| Abstentions    | Abstentions           | Abstentions    | 20 549       | 34,26        | 19 334      | 32,24       |  |
| Votants        | Votants               | Votants        | 39 422       | 65,74        | 40 636      | 67,76       |  |
| Blancs et nuls | Blancs et nuls        | Blancs et nuls | 2 139        | 5,43         | 2 092       | 5,15        |  |
| Exprimés       | Exprimés              | Exprimés       | 37 283       | 94,57        | 38 544      | 94,85       |  |

#### Quatrième circonscription (Montbard)
| Candidat       | Candidat              | Parti          | Premier tour | Premier tour | Second tour | Second tour |  |
| Candidat       | Candidat              | Parti          | Voix         | %            | Voix        | %           |  |
| -------------- | --------------------- | -------------- | ------------ | ------------ | ----------- | ----------- |  |
|                | François Sauvadet élu | UDF (PR)       | 19 120       | 44,36        | 26 512      | 63,12       |  |
|                | Jean-François Hory    | MRG (ADFP)     | 6 643        | 15,41        | 15 490      | 36,88       |  |
|                | Georges Hansberque    | FN             | 5 211        | 12,09        |             |             |  |
|                | Jacques Garcia        | PCF            | 3 535        | 8,2          |             |             |  |
|                | Jacques Lazzarotti    | GÉ (EÉ)        | 2 695        | 6,25         |             |             |  |
|                | Angelo Diano          | Divers         | 2 273        | 5,27         |             |             |  |
|                | Denise Grabski        | LT-LNÉ         | 1 401        | 3,25         |             |             |  |
|                | Pierre Jurvillier     | Extrême droite | 1 120        | 2,6          |             |             |  |
|                | Catherine Bouton      | LO             | 1 103        | 2,56         |             |             |  |
|                |                       |                |              |              |             |             |  |
| Inscrits       | Inscrits              | Inscrits       | 68 172       | 100,00       | 68 159      | 100,00      |  |
| Abstentions    | Abstentions           | Abstentions    | 21 970       | 32,23        | 21 836      | 32,04       |  |
| Votants        | Votants               | Votants        | 46 202       | 67,77        | 46 323      | 67,96       |  |
| Blancs et nuls | Blancs et nuls        | Blancs et nuls | 3 101        | 6,71         | 4 321       | 9,33        |  |
| Exprimés       | Exprimés              | Exprimés       | 43 101       | 93,29        | 42 002      | 90,67       |  |

#### Cinquième circonscription (Beaune)
| Candidat       | Candidat                  | Parti          | Premier tour | Premier tour | Second tour | Second tour |  |
| Candidat       | Candidat                  | Parti          | Voix         | %            | Voix        | %           |  |
| -------------- | ------------------------- | -------------- | ------------ | ------------ | ----------- | ----------- |  |
|                | Alain Suguenot élu        | RPR (UPF)      | 19 625       | 41,4         | 26 985      | 54,95       |  |
|                | François Patriat sortant  | PS (ADFP)      | 13 947       | 29,42        | 22 123      | 45,05       |  |
|                | Pierre Jaboulet-Vercherre | FN             | 6 455        | 13,62        |             |             |  |
|                | Sophie Bouchard           | Les Verts (EÉ) | 2 784        | 5,87         |             |             |  |
|                | Eric Davillerd            | PCF            | 2 163        | 4,56         |             |             |  |
|                | Nicole Lefebvre           | LT-LNÉ         | 1 487        | 3,14         |             |             |  |
|                | Christian Mazuer          | MDD            | 539          | 1,14         |             |             |  |
|                | Christiane Charbonnier    | AP             | 402          | 0,85         |             |             |  |
|                |                           |                |              |              |             |             |  |
| Inscrits       | Inscrits                  | Inscrits       | 74 198       | 100,00       | 74 184      | 100,00      |  |
| Abstentions    | Abstentions               | Abstentions    | 24 213       | 32,63        | 22 280      | 30,03       |  |
| Votants        | Votants                   | Votants        | 49 985       | 67,37        | 51 904      | 69,97       |  |
| Blancs et nuls | Blancs et nuls            | Blancs et nuls | 2 583        | 5,17         | 2 796       | 5,39        |  |
| Exprimés       | Exprimés                  | Exprimés       | 47 402       | 94,83        | 49 108      | 94,61       |  |